# SFK Sarajevo 2000

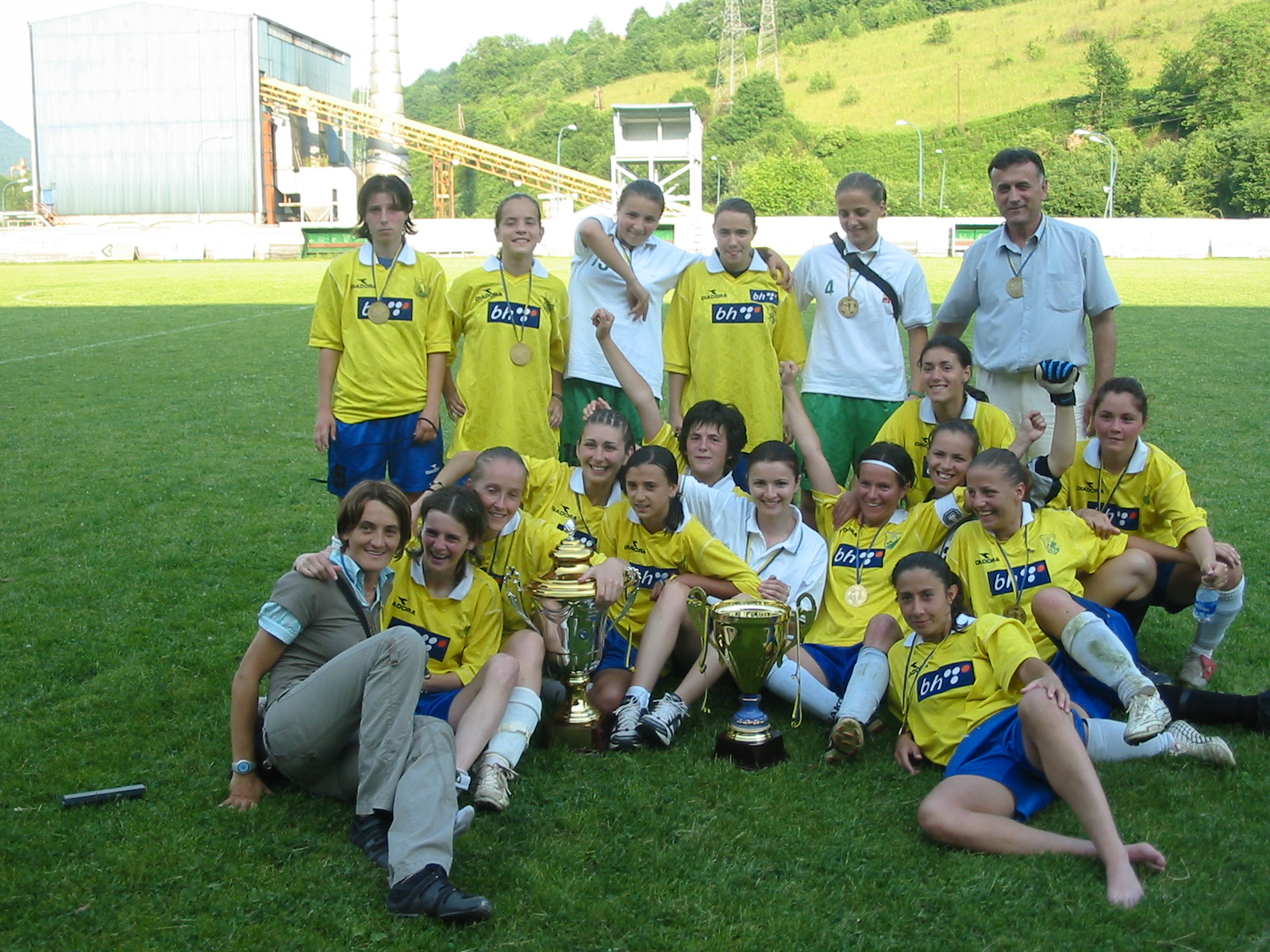
SFK 2000 después de ganar la copa.

El SFK Sarajevo 2000 es un club de fútbol femenino de Bosnia y Herzegovina. Viste de azul y blanco, y juega en la 1ª División bosnia, en el Estadio Otoka de Sarajevo.

## Historia
Fue fundado en 2001. Es el dominador del fútbol femenino bosnio, con veintidós ligas consecutivas a fecha de 2024, y la columna de la selección bosnia.
Es un fijo en la Liga de Campeones, con resultados modestos. En 2013 superó por primera vez la fase previa. 

## Títulos
- 22 Ligas bosnias: 2003, 2004, 2005, 2006, 2007, 2008, 2009, 2010, 2011, 2012, 2013, 2014, 2015, 2016, 2017, 2018, 2019, 2020, 2021, 2022, 2023, 2024
- 19 Copas bosnias: 2002, 2003, 2004, 2006, 2007, 2008, 2009, 2010, 2011, 2012, 2013, 2014, 2015, 2016, 2017, 2018, 2019, 2021, 2023
- 3 Supercopas bosnias: 1998, 2000, 2001

## Plantilla 2013-14
- Porteras: Envera Hasangebovic, Almina Hodzic,  Marina Jaredic
- Defensas: Mersiha Asceric, Almina Hajro, Azra Hamjic, Melisa Hasangebovic, Miljana Novakovic, Sejla Selimovic, Andjela Seslija, Amira Spahic
- Centrocampistas: Sabrina Buljubasic, Aida Hadzic, Alma Jasarevic, Selma Kapetanovic, Monika Kulis, Zerina Piskic, Alisa Spahic
- Delanteras: Nikolina Dijakovic, Aida Dzemidzic, Amela Fetahovic, Mirnesa Fetahovic, Iris Kadric, Vesna Njegus, Azra Numanovic

Entrenadora: Samira Huren

## Récord en la Liga de Campeones
- 2004: FP 0-3 Osijek, 2-1 Cardiff City, 2-3 Temir
- 2005: FP 0-4 Zuchwil, 0-2 Aegina, 5-0 Ledra
- 2006: FP 0-3 Lada, 1-0 Krka, 1-0 Bratislava
- 2007: FP 0-1 Fiammamonza, 1-1 Gintra, 1-0 U. Vitebsk
- 2008: FP 2-1 Skiponjat, 2-0 S. Duslo Sala, 0-7 O. Lyon
- 2009: FP 0-0 Galway, 2-3 Zürich, 1-2 U. Vitebsk
- 2010: 1/16 0-3 0-5 Zvezda
- 2011: FP 1-6 Apollon, 1-3 Tel Aviv, 0-1 Umea
- 2012: FP 1-3 O. Cluj, 4-1 Atasehir, 2-1 Gintra
- 2013: FP 4-0 Peamount, 1-0 Cardiff, 1-1 Tel Aviv — 1/16 0-3 0-3 S. Praga
- 2014: FP 3-0 Cardiff, 1-2 Konak, 2-3 Sofia
- 2015: FP 0-3 Medyk, 7-0 Kochani, 1-0 Aland